# Anomala quiche
Anomala quiche är en skalbaggsart som beskrevs av Ohaus 1897. Anomala quiche ingår i släktet Anomala och familjen Rutelidae. Inga underarter finns listade i Catalogue of Life.